# MEPS
MEPS is een afkorting van Multilanguage Electronic Publishing System, in het Nederlands Meertalig elektronisch publicatiesysteem. Voorheen was dit systeem vooral bekend als Multilanguage Electronic Phototypesetting System. Dit is een computersysteem om tekst in een groot aantal verschillende talen en tekensets fotografisch te zetten. Het werd ontwikkeld door het Wachttoren-, Bijbel- en Traktaatgenootschap om teksten snel in vele talen te kunnen publiceren.

## Geschiedenis
Het Wachttorengenootschap wilde graag zijn lectuur in zo veel mogelijk talen simultaan uitgeven. Hun publicaties worden voornamelijk in het Engels geschreven en tot 1978 eerst vertaald in de belangrijkste talen en daarna in talen met een kleinere oplage. Het streven deze publicaties in tientallen talen over de hele wereld te distribueren, zorgde voor enkele ongewone problemen met het zetwerk. Aangezien commerciële bedrijven toen geen brood zagen in het project, begon het Wachttorengenootschap vanaf 1978 met eigen middelen met het ontwerpen van de hardware van het MEPS-systeem. Tegen 1986 werd ook een eigen MEPS-computerprogramma hiervoor ontwikkeld. Er werd voornamelijk gebruikgemaakt van IBM-apparatuur. Het systeem werd aan IBM verkocht en door hen als Integrated Publishing System ('geïntegreerd drukvoorbereidingssysteem') of IPS op de markt gebracht. Hoeveel IBM voor dit programma heeft neergeteld is nooit openbaar gemaakt. Een van de beroemdste publicaties die met het IPS systeem werd vervaardigd, is de Encyclopaedia Britannica.

## MEPS Systemen
De kern van het oorspronkelijke systeem was de MEPS-server. Deze bezat de nodige verwerkingscapaciteit voor alle activiteiten van vier grafische terminals, de zogeheten werkstations. Er was een speciaal toetsenbord ontworpen om alle functies van het programma te kunnen uitvoeren, met 182 toetsen, vijf wisselniveaus (in plaats van drie in een normaal toetsenbord), die 910 toetsfuncties bieden. Het had zijn eigen 16-bits microcomputer voor de besturing en de verwerking van de instructies, lettertekens of een combinatie van opdrachten.

### Opmaak
De opmaak bestaat uit de indeling van de plaatjes, kaders, titel en onderschriften. Aan elk deel van de geschreven tekst kan ieder beschikbaar lettertype in elke gewenste grootte worden toegewezen. Daarna wordt de tekst in de tekstkaders en rondom de voor illustraties gereserveerde ruimten 'gegoten'. Een groot voordeel hiervan is dat de indeling nagenoeg gelijk blijft. Het Engels bijvoorbeeld gebruikt minder ruimte dan het Nederlands. Door het lettertype voor het Nederlands iets kleiner te maken, blijft toch dezelfde indeling bewaard.

## Letters ontwerpen met MEPS
Naast het ontwikkelen van de software, moesten ook de letterbeelden digitaal worden vastgelegd, waarvoor de onderscheidende kenmerken van elke taal in dit verband bepaald moesten worden. Elke letter van een bepaalde taal moest getekend worden (bijvoorbeeld een hoofdletter en een kleine letter van elk karakter, alsook de diakritische tekens die de uitspraak aangeven en alle interpunctie — alles in verschillende grootten), waarbij voor elke lettersoort (zoals licht, cursief, vet en extra vet) een aparte tekening nodig was, mogelijk in een aantal verschillende lettertypen. Voor het Latijnse alfabet waren 202 karakters nodig. De 369 Latijnse lettertypen vergden in totaal 74.538 karakters. Voor het gereedmaken van Chinese lettertypen moesten voor elk type 8364 karakters getekend worden en er zouden later nog meer karakters aan worden toegevoegd.
Toen het tekenwerk klaar was, werd de programmatuur ontworpen die het mogelijk zou maken de karakters in een zuivere, scherpe vorm te drukken. Deze software moest niet alleen met het Latijnse alfabet kunnen werken, maar ook met Bengali, Cyrillisch, Grieks, Hindi, Khmer en Koreaans, Arabisch, Hebreeuws en andere talen die van rechts naar links worden geschreven. Ook moest het kunnen omgaan met meer specifieke talen zoals het Japans en Chinees. In deze talen wordt zowel van boven naar beneden, van rechts naar links, alsook van links naar rechts geschreven. In 1992 kon met de software tekst in meer dan 200 talen worden verwerkt en waren programma’s voor andere talen nog in ontwikkeling.

#### Voorbeeld
"Arabische letters worden op vier verschillende manieren geschreven, afhankelijk van de plaats waar ze in een woord of zin voorkomen. Als een letter aan het begin van een woord staat, wordt hij op één manier geschreven, in het midden van een woord op een andere manier, aan het eind van een woord op weer een andere manier, en als de letter alleen staat in een zin, wordt hij op een vierde manier geschreven. Een Arabische regelzetmachine moet aparte toetsen hebben voor al die verschillende variaties van de 22 Arabische letters met hun vier verschillende schrijfwijzen. Maar MEPS bepaalt automatisch de juiste schrijfwijze van de letter aan de hand van de positie van de letter in het woord of de zin."

## Het gebruik van MEPS
MEPS maakte het publiceren van lectuur in veel talen gemakkelijker. Er was geen enkel ander programma dat in zoveel talen tegelijk kan werken. MEPS is echter geen vertaalprogramma. Het vertaalwerk zelf gebeurt door mensen. De grafische terminal van het oorspronkelijke MEPS-systeem was zo ontworpen dat men op het beeldscherm een groot aantal verschillende talen te zien kon krijgen. In het bovenste gedeelte zag men bijvoorbeeld een Engelse tekst, met daaronder de Nederlandse vertaling.

## Verdere ontwikkeling
In de begintijden was MEPS de naam voor het volledige zelfgebouwde computersysteem, inclusief het scherm. Aangezien de computertechniek zo snel evolueert, schakelde men over op het aankopen van gewone computers. De MEPS-software zelf wordt nog gebruikt en werd voortdurend uitgebreid, compatibel gemaakt (zodat men de intussen ook elders ontwikkelde lettertypes zoals Georgisch kon gaan gebruiken) en aangepast aan de behoeften van de moderne desktop publishing.